# Ferrovie in Corea del Sud

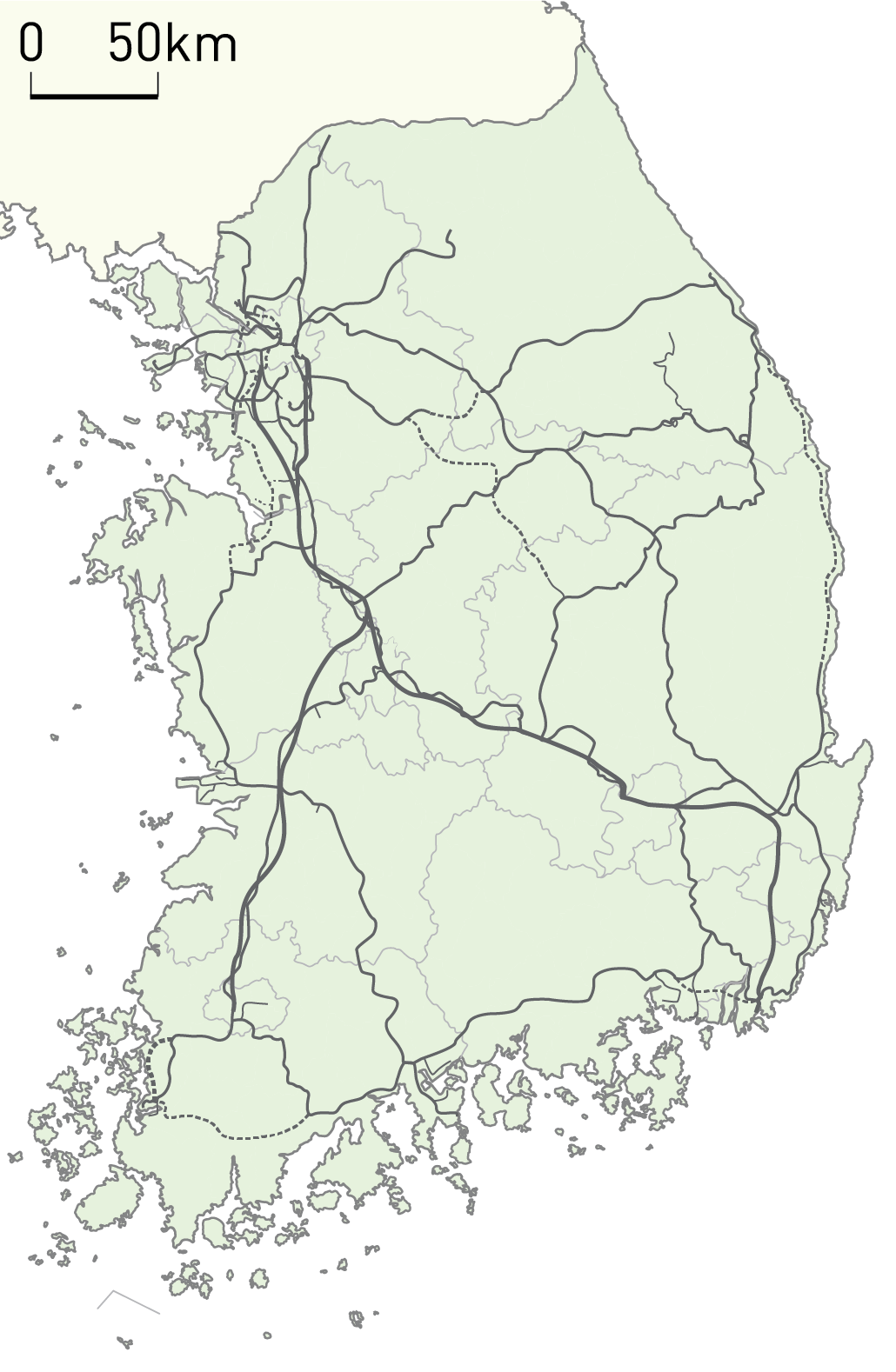
Mappa delle linee ferroviarie Korail

Le ferrovie in Corea del Sud sono una parte integrante dell’esteso sistema di trasporti nazionale, anche se secondarie rispetto alla rete stradale. Nel 2018, le linee ferroviarie hanno trasportato l’11,5% dell’intero traffico nazionale, mentre l’88,3% del traffico è avvenuto su strada. Le linee ferroviarie consistono in tutto di 4285 km di linee, di cui 3187 km sono elettrificate e 2790 km a doppio binario, e connettono ogni maggiore città del paese ad eccezione di Jeju, situata nell’omonima isola.
La principale linea ferroviaria della Corea del Sud è la Linea Gyeongbu, che collega le due maggiori città del paese, Seul e Busan, ed è affiancata da una linea equivalente ad alta velocità. La Linea Honam è la seconda più importante ferrovia del paese, e collega Daejeon, situata sulla Linea Gyeongbu, con Gwangju e Mokpo, nel sudovest.
I servizi, sia passeggeri che merci, sono offerti e gestiti principalmente dalla società statale Korail sotto il Ministero del territorio, delle infrastrutture e dei trasporti, mentre le infrastrutture sono gestite dalla Korea National Railway, anch’essa compagnia statale, ma esistono anche linee operate da compagnie private.

## Storia
La storia delle ferrovie in Corea del Sud comincia nel 1896, quando l’allora regnante dinastia Joseon concesse ad una compagnia statunitense la costruzione di una linea tra Seul e Incheon. Tale concessione fu poi venduta ad una compagnia giapponese e la linea fu inaugurata tra il 1899 e il 1900. Negli anni successivi la rete fu estesa con linee che collegavano Seul con Busan nel sud e Sinŭiju nel nord, al confine con la Cina. Queste linee furono costruite con l’appoggio francese e soprattutto del Giappone, che puntava ad aumentare la propria influenza in Corea e sfruttare le ferrovie per muovere le proprie truppe verso la Manciuria durante la Guerra russo-giapponese. Dopo l’annessione della Corea da parte del Giappone nel 1910 e durante il periodo coloniale, la rete ferroviaria fu ampliata per connettere ogni città principale, ma gran parte delle linee furono distrutte o danneggiate durante la Guerra di Corea tra il 1950 e il 1953. Le ferrovie della Corea del Sud furono poi riparate e migliorate dall’esercito degli Stati Uniti durante la ricostruzione del paese negli anni successivi alla guerra.
Nel 1963 il governo sudcoreano istituì Korail, un'agenzia indipendente sotto il Ministero dei trasporti, alla quale fu affidata la gestione dell’intero sistema. Korail si occupò per decenni di elettrificare la rete e raddoppiare i binari nelle aree più trafficate, ma tagli al bilancio limitarono la costruzione di nuove linee. Fino agli anni ’80 le ferrovie erano usate perlopiù per trasporto di merci e passeggeri nell’area di Seul, ma le opere di elettrificazione e miglioramento delle linee, unite a nuovi treni più veloci per le destinazioni principali, contribuirono all’esplosione del traffico su rotaia. Nello stesso periodo iniziò la progettazione di una linea ad alta velocità per connettere Seul e Busan, la cui apertura fu ritardata da varie difficoltà tra cui la crisi finanziaria del 1997. Nel 2004 fu finalmente inaugurata la prima linea ad alta velocità in Corea del Sud, con il servizio Korea Train Express (KTX) tra Seul e Busan, che negli anni successivi fu ampliato ad altre delle maggiori città del paese.
Gli investimenti privati nel settore ferroviario sono stati molto limitati per decenni, con solo poche linee locali operate da privati. Dal 2016 la privata SR Corporation offre un servizio ad alta velocità alternativo chiamato Super Rapid Train (SRT) che collega Seul con Busan e Mokpo.

## Servizi

### Alta velocità
Le principali città della Corea del Sud sono collegate dalla linea alta velocità KTX, che dopo l’apertura della prima tratta nel 2004 è stata in continua espansione, con piani futuri di raggiungere ulteriori destinazioni nel paese. Il servizio privato SRT fornisce un collegamento ad alta velocità alternativo tra Seul e le città di Busan e Mokpo. Entrambi gli operatori utilizzano treni che possono superare la velocità di 300 km/h, anche se alcune linee permettono solo velocità fino a 260 km/h.

### Servizi ordinari e turistici

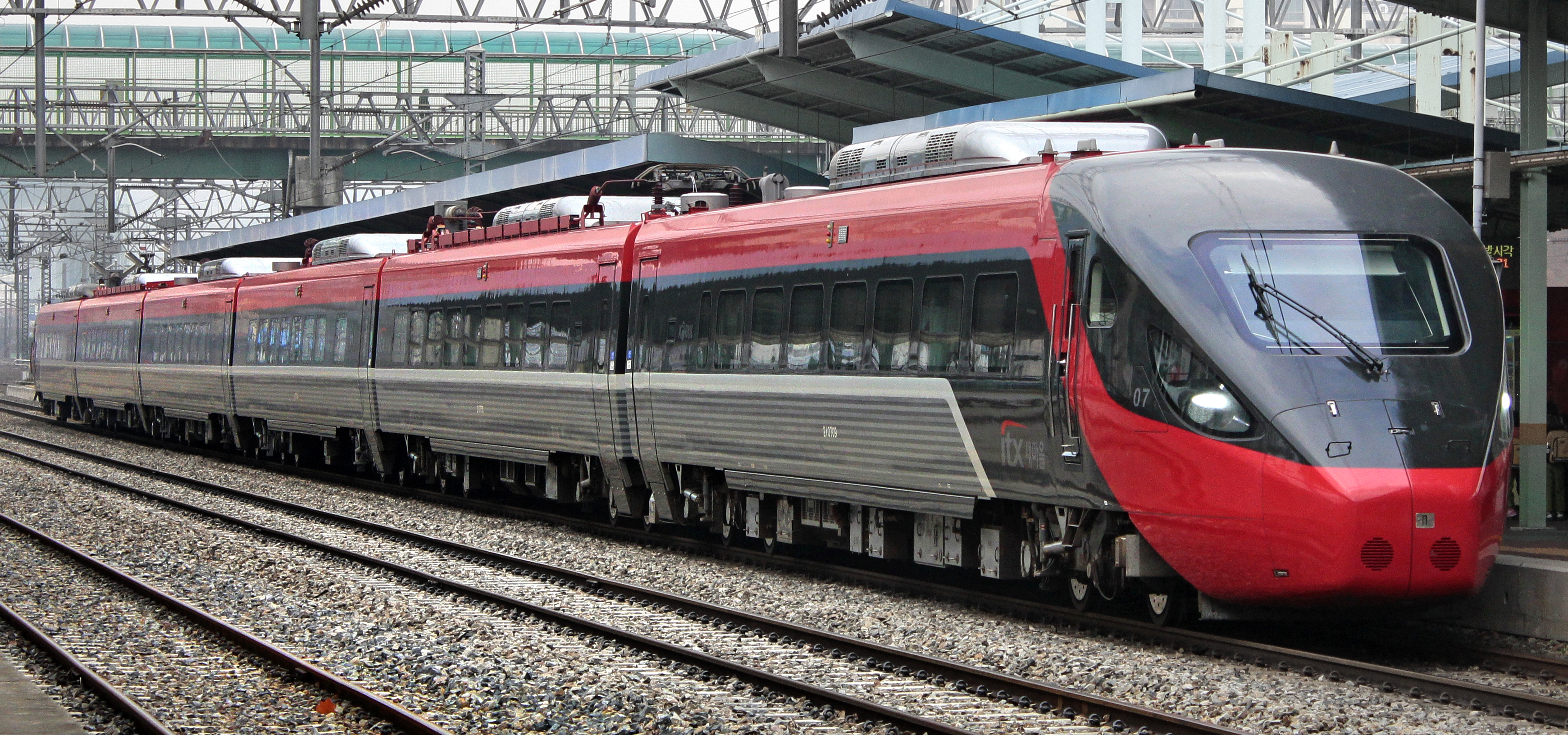
Un treno ITX-Saemaeul nella stazione di Jochiwon a Sejong

I servizi convenzionali sono offerti tramite i treni Intercity Train Express-Saemaeul (ITX-Saemaeul), che tra il 2014 e il 2018 hanno sostituito i più vecchi Saemaeul-ho. I treni più lenti operanti sulle linee regionali sono quelli della classe Mugunghwa-ho, mentre alcune linee sono servite dalla classe Nuriro.
Korail opera anche varie linee speciali che collegano le principali aree urbane con destinazioni turistiche. Tra queste linee, alcune possono portare i passeggeri verso destinazioni balneari o marittime (linee G, S e Sea Train), mentre altre raggiungono luoghi di montagna o culturali nell’interno del paese (linee O, V, A), alla quale si aggiunge un treno di lusso chiamato Rail Cruise Haerang che opera su diversi itinerari che cambiano periodicamente. Inoltre, il Treno della DMZ (o Treno della Pace) ha collegato Seul con stazioni nelle vicinanze della zona demilitarizzata coreana dal 2014, ma nel 2019 il servizio è stato temporaneamente sospeso.

### Servizi internazionali
Prima della divisione della Corea, le linee ferroviarie permettevano di raggiungere varie destinazioni nell’odierna Corea del Nord, fino al confine con la Cina. Attualmente esistono due linee che attraversano la zona demilitarizzata ma non sono in operazione. A ovest, la Linea Gyeongui parte da Seul e si dirige a nord fino a Dorasan, vicino al confine, dove si conclude il servizio ordinario, ma la ferrovia continua connettendosi alla rete nordcoreana a Kaesŏng. La Linea Donghae Bukbu si trova invece lungo la costa orientale. Entrambe le linee erano in operazione prima della divisione della Corea e furono riaperte per un breve periodo tra il 2007 e il 2008, prima di essere chiuse dalle autorità nordcoreane. Mentre la Linea Gyeongui è stata usata solo per il trasporto di merci, la Linea Donghae Bukbu ha brevemente permesso a turisti del Sud di raggiungere la Regione Turistica di Kŭmgangsan in Corea del Nord. Sin dalla chiusura delle due linee sono in atto trattative per la riapertura, con la proposta di un’eventuale estensione fino al confine con la Russia e una connessione con la Ferrovia Transiberiana, che permetterebbe a merci provenienti dall’Europa di raggiungere la Corea del Sud, e viceversa, interamente su rotaia.
Pur non essendoci un collegamento tra le ferrovie coreane e quelle giapponesi, una collaborazione tra Korail e JR West permette di avere biglietti di KTX e Shinkansen scontati se in possesso di un biglietto del traghetto tra Corea del Sud e Giappone. Era stata proposta la costruzione di un tunnel che colleghi i due paesi sotto lo Stretto di Corea ma l'opera non è attualmente in progetto.